# 10 Summers
10 Summers è il primo album in studio del produttore statunitense Mustard, pubblicato l'11 agosto 2014 su Google Play Music e il 25 agosto in formato fisico. Prodotto interamente da Mustard, l'album è composto da 12 tracce che vedono la collaborazione di vari rapper statunitensi.

## Recensioni
In generale, 10 Summers ha ricevuto recensioni positive da parte della critica musicale. Il sito web statunitense Metacritic, basandosi su 7 recensioni ufficiali, ha assegnato all'album una media di 74 punti su 100.

## Tracce
1. Low Low (feat. Nipsey Hussle, Tee Cee e RJ) – 2:36
2. Ghetto Tales (feat. Jay 305 e Tee Cee) – 3:08
3. Throw Your Hood Up (feat. Dom Kennedy) – 4:38
4. No Reasons (feat. YG, Young Jeezy, Nipsey Hussle e RJ) – 3:31
5. Giuseppe (feat. 2 Chainz, Young Jeezy e Yo Gotti) – 3:50
6. Face Down (feat. Lil Wayne, Big Sean, YG e Boosie Badazz) – 4:27
7. Down on Me (feat. 2 Chainz e Ty Dolla $ign) – 4:04
8. Can’t Tell Me Shit (feat. Iamsu! e AKAFrank) – 3:11
9. Tinashe Checks In (Interlude) – 1:59
10. 4 Digits (feat. Fabolous e Eric Bellinger) – 3:11
11. Ty Dolla $ign Checks In (Interlude) – 1:08
12. Deep (feat. Rick Ross, Wiz Khalifa and TeeFlii) – 3:37

## Classifiche
| Classifica (2014)                   | Posizione |
| ----------------------------------- | --------- |
| US Billboard 200                    | 143       |
| US Billboard Top R&B/Hip-Hop Albums | 20        |
| US Billboard Heatseekers Albums     | 3         |
| US Billboard Rap Albums             | 14        |